# کلاته چنار
کلاته چنار، روستایی در دهستان عشق‌آباد بخش مرکزی شهرستان مانه در استان خراسان شمالی ایران است.

## جمعیت
بر پایه سرشماری عمومی نفوس و مسکن در سال ۱۳۹۵، جمعیت این روستا برابر با ۵۰۹ نفر (۱۴۳ خانوار) بوده‌است.